# Актион-Воница
А́ктион-Во́ница (греч. Δήμος Ακτίου - Βόνιτσας) — община (дим) в Греции. Входит в периферийную единицу Этолия и Акарнания в периферии Западная Греция. Население 17 370 жителей по переписи 2011 года. Площадь 660,172 квадратного километра. Плотность 26,31 человека на квадратный километр. Административный центр — Воница. Димархом на местных выборах 2014 года избран Йоргос Апостолакис (Γιώργος Αποστολάκης).
Создана в 2010 году (ΦΕΚ 87Α) по программе «Калликратис» при слиянии упразднённых общин Анакторион, Медеон и Палерос.

## Административное деление

Административное деление общины:
1 — Анакторион
2 — слева направо: Палерос, Медеон

Община (дим) Актион-Воница делится на 3 общинные единицы.